# Matchs du tour final de la zone CONCACAF - Qualifications pour la Coupe du monde de football 1978
Cette page recense les résultats et feuilles de matchs du tour final des qualifications pour la Coupe du monde 1978, dans la zone Amérique du Nord, centrale et Caraïbes :
| Rang | Équipe    | Pts | J | G | N | P | Bp | Bc | Diff |  | Résultats |  |     |     |     |     |     |
| ---- | --------- | --- | - | - | - | - | -- | -- | ---- |  | --------- |  | --- | --- | --- | --- | --- |
| 1    | Mexique   | 10  | 5 | 5 | 0 | 0 | 20 | 5  | +15  |  | Mexique   |  | 4-1 | 3-1 | 3-1 | 2-1 | 8-1 |
| 2    | Haiti     | 7   | 5 | 3 | 1 | 1 | 6  | 6  | 0    |  | Haiti     |  |     | 1-0 | 1-1 | 2-1 | 1-0 |
| 3    | Salvador  | 5   | 5 | 2 | 1 | 2 | 8  | 9  | -1   |  | Salvador  |  |     |     | 2-1 | 2-2 | 3-2 |
| 4    | Canada    | 5   | 5 | 2 | 1 | 2 | 7  | 8  | -1   |  | Canada    |  |     |     |     | 2-1 | 2-1 |
| 5    | Guatemala | 3   | 5 | 1 | 1 | 3 | 8  | 10 | -2   |  | Guatemala |  |     |     |     |     | 3-2 |
| 6    | Suriname  | 0   | 5 | 0 | 0 | 5 | 6  | 17 | -11  |  | Suriname  |  |     |     |     |     |     |

| 8 octobre 1977 | Salvador        | 2 - 1 | Canada   | Estadio Tecnologico, Monterrey                  |                                                 |
|                | Zapata 43e, 83e |       | Budd 86e | Spectateurs : 42 000 Arbitrage : Luis Pestarino | Spectateurs : 42 000 Arbitrage : Luis Pestarino |

| 8 octobre 1977 | Guatemala                       | 3 - 2 | Suriname                | Estadio Tecnologico, Monterrey             |                                            |
|                | McDonald 16e, 38e · Noriega 85e |       | Schal 2e · Righters 55e | Spectateurs : 26 065 Arbitrage : M. Wuertz | Spectateurs : 26 065 Arbitrage : M. Wuertz |

| 9 octobre 1977 | Mexique                            | 4 - 1 | Haiti       | Estadio Azteca, Mexico                            |                                                   |
|                | Sánchez 1re · Rangel 46e, 65e, 82e |       | Auguste 78e | Spectateurs : 108 000 Arbitrage : M. Barreto Ruiz | Spectateurs : 108 000 Arbitrage : M. Barreto Ruiz |

| 12 octobre 1977 | Mexique                        | 3 - 1 | Salvador        | Estadio Azteca, Mexico                          |                                                 |
|                 | Cardenas 36e · Rangel 59e, 90e |       | Ayala 75e (csc) | Spectateurs : 110 000 Arbitrage : M. Kibritjian | Spectateurs : 110 000 Arbitrage : M. Kibritjian |

| 12 octobre 1977 | Canada                  | 2 - 1 | Suriname           | Estadio Azteca, Mexico                             |                                                    |
|                 | Parsons 33e · Bakic 75e |       | Olmberg 39e (pen.) | Spectateurs : 90 000 Arbitrage : M. Siles Calderon | Spectateurs : 90 000 Arbitrage : M. Siles Calderon |

| 12 octobre 1977 | Haiti                             | 2 - 1 | Guatemala      | Estadio Tecnologico, Monterrey                |                                               |
|                 | Domingue 20e (pen.) · Bayonne 44e |       | Mitrovitch 58e | Spectateurs : 13 465 Arbitrage : M. Pestarino | Spectateurs : 13 465 Arbitrage : M. Pestarino |

| 15 octobre 1977 | Mexique                                                                           | 8 - 1 | Suriname           | Estadio Tecnologico, Monterrey               |                                              |
|                 | Rangel 25e · Isiordia 37e, 49e · Sánchez 39e, 90e · Jimenez 73e, 84e · Chavez 86e |       | Olmberg 23e (pen.) | Spectateurs : 52 000 Arbitrage : M. Valverde | Spectateurs : 52 000 Arbitrage : M. Valverde |

| 16 octobre 1977 | Canada                       | 2 - 1 | Guatemala   | Estadio Azteca, Mexico                      |                                             |
|                 | Parsons 21e · Lenarduzzi 34e |       | Noriega 78e | Spectateurs : 25 000 Arbitrage : M. Barreto | Spectateurs : 25 000 Arbitrage : M. Barreto |

| 16 octobre 1977 | Haiti     | 1 - 0 | Salvador | Estadio Azteca, Mexico                     |                                            |
|                 | Sanon 24e |       |          | Spectateurs : 53 978 Arbitrage : M. Castro | Spectateurs : 53 978 Arbitrage : M. Castro |

| 19 octobre 1977 | Mexique                         | 2 - 1 | Guatemala      | Estadio Azteca, Mexico                         |                                                |
|                 | Ayala 37e (pen.) · Cardenas 54e |       | Mitrovitch 44e | Spectateurs : 110 000 Arbitrage : M. Pestarino | Spectateurs : 110 000 Arbitrage : M. Pestarino |

| 20 octobre 1977 | Canada    | 1 - 1 | Haiti            | Estadio Tecnologico, Monterrey               |                                              |
|                 | Bakic 90e |       | Dorsainville 78e | Spectateurs : 30 000 Arbitrage : M. Valverde | Spectateurs : 30 000 Arbitrage : M. Valverde |

| 20 octobre 1977 | Salvador                      | 3 - 2 | Suriname                             | Estadio Tecnologico, Monterrey                |                                               |
|                 | Gonzalez 42e · Rosas 77e, 87e |       | Emmanuelson 58e · Olmberg 89e (pen.) | Spectateurs : 34 476 Arbitrage : M. Crockwell | Spectateurs : 34 476 Arbitrage : M. Crockwell |

| 22 octobre 1977 | Mexique                       | 3 - 1 | Canada     | Estadio Tecnologico, Monterrey            |                                           |
|                 | Guzman 39e, 44e · Sánchez 65e |       | Parsons 9e | Spectateurs : 55 000 Arbitrage : M. Moses | Spectateurs : 55 000 Arbitrage : M. Moses |

| 23 octobre 1977 | Salvador              | 2 - 2 | Guatemala          | Estadio Azteca, Mexico                           |                                                  |
|                 | Rosas 42e · Huezo 84e |       | Hernandez 63e, 78e | Spectateurs : 21 483 Arbitrage : M. De la Puente | Spectateurs : 21 483 Arbitrage : M. De la Puente |

| 23 octobre 1977 | Haiti       | 1 - 0 | Suriname | Estadio Azteca, Mexico                         |                                                |
|                 | Domingue 7e |       |          | Spectateurs : 18 630 Arbitrage : M. Oriz Perez | Spectateurs : 18 630 Arbitrage : M. Oriz Perez |